# Concert du nouvel an 1958 à Vienne
Le concert du nouvel an 1958 de l'orchestre philharmonique de Vienne, qui a lieu le 1er janvier 1958, est le 18e concert du nouvel an donné au Musikverein, à Vienne, en Autriche. Il est dirigé pour la 4e fois consécutive par le chef d'orchestre autrichien Willi Boskovsky.
Johann Strauss II y est toujours le compositeur principal, mais son frère Josef est représenté avec trois pièces, et leur père Johann clôt le concert avec sa célèbre Marche de Radetzky.
Seules deux pièces sur les douze au total sont jouées pour la première fois au concert du nouvel an.

## Programme
Les pièces suivies d'un astérisque (*) sont jouées pour la première fois.

### Première partie
1. Johann Strauss II : Roses du Sud, valse, op. 388
2. Josef Strauss : Heiterer Muth, polka française, op. 281
3. Josef Strauss : Eislauf, polka rapide, op. 261
4. Johann Strauss II : Wiener Bonbons, valse op. 307
5. Josef Strauss : Die Schwätzerin, polka-mazurka, op. 144
6. Johann Strauss II : Éljen a Magyar!, polka rapide. op. 332

### Deuxième partie
1. Johann Strauss II : ouverture de l'opérette Der Zigeunerbaron
2. Johann Strauss II : Wiener Blut, valse, op. 354
3. Johann Strauss II : Neue Pizzicato-Polka, polka, op. 449
4. Johann Strauss II : Liebeslieder, valse, op. 114
5. Johann Strauss II : Explosions-Polka, polka rapide, op. 43*
6. Johann Strauss II : Champagner-Polka, polka, op. 211*

### Rappels
1. Johann Strauss II : Auf der Jagd, polka rapide, op. 373
2. Johann Strauss II : Le Beau Danube bleu, valse, op. 314
3. Johann Strauss : Marche de Radetzky, marche, op. 228

Les compositeurs joués
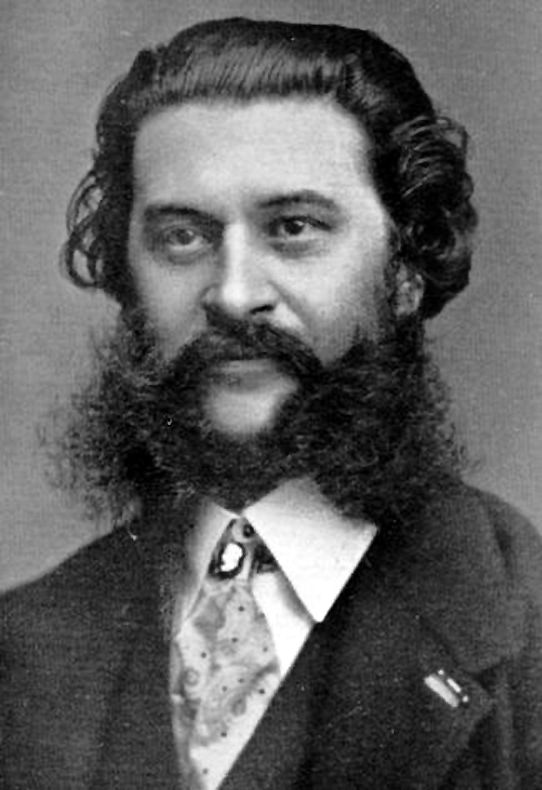
Johann Strauss (fils)
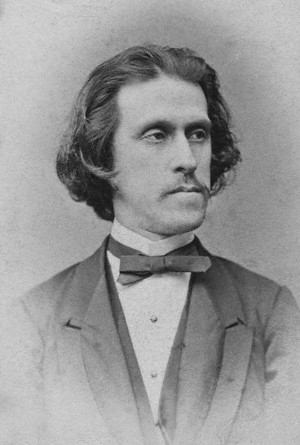
Josef Strauss
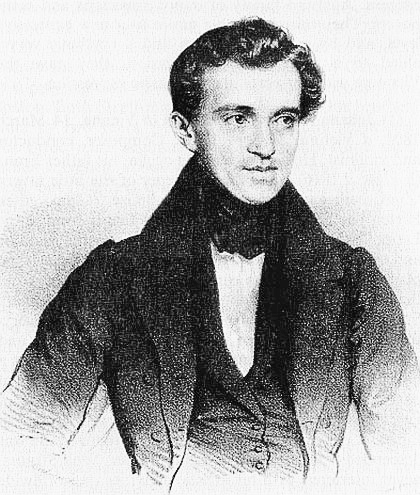
Johann Strauss (père)